# Wishin' and Hopin'
"Wishin' and Hopin'" är en låt skriven av Hal David och Burt Bacharach. Låtens mest kända tolkning spelades in av Dusty Springfield, som hade en stor hit med den under sommaren 1964. Springfields singel nådde den amerikanska Top Ten-listan under sommaren 1964. (Billboard Hot 100 #6 pop, #4 Easy listening) 
Wishin' and Hopin' spelades först in av Dionne Warwick i början av 1963 och släpptes som B-sida på hennes andra singel, "This Empty Place". Spåret dök senare upp på hennes debutalbum, "Presenting Dionne Warwick" och hennes tredje LP 1964 "Make Way for Dionne Warwick". 
Låten har senare spelats in av The Merseybeats 1964 och släpptes som en singel.
Bacharach själv spelade in en version av låten, som fanns med på hans Kapp Records debutalbum "Burt Bacharach Hitmaker!" 1965. Brenda Lee spelade också in en version av låten, som fanns med på albumet "I'm in the Mood For Love!".